# 안토니오 누사
안토니오 에로몬셀레 노르드뷔 누사 (Antonio Eromonsele Nordby Nusa, 2005년 4월 17일 ~ )는 노르웨이의 나이지리아계 축구 선수이며, 클뤼프 브뤼허에서 공격수로 뛰고 있다.